# Gabriele Tinti
Gabriele Tinti (Molinella, 22 de agosto de 1932-Roma, 12 de noviembre de 1991) fue un actor italiano. Es conocido por haber estado casado con la actriz y modelo Laura Gemser.

## Biografía
Tinti nació en Molinella, Emilia-Romaña. Comenzó su carrera en la película Años difíciles de 1948 y finalmente obtuvo su primer papel protagónico importante en la película Crónica de los pobres amantes de 1954. A menudo desempeñó el papel de un joven amistoso y vigoroso. Hizo una aparición, en 1968, en el último episodio de la serie de televisión estadounidense The Andy Griffith Show. El episodio, «Mayberry R.F.D.», sirvió como el episodio de transición de la entonces nueva serie de televisión del mismo nombre. En 1964, actuó en la película francesa El gendarme de Saint-Tropez. En 1971, interpretó al seductor Don César en la película francesa La Folie des grandeurs («Delirios de grandeza»). La prensa francesa se referiría a él como el «Alain Delon italiano». A fines de la década de 1960, usó su apariencia de playboy para cambiar su carrera de actor hacia películas eróticas y apareció en muchas de las series de películas de Emmanuelle.
Estuvo casado con la actriz brasileña Norma Bengell de 1963 a 1969, y con la actriz erótica indonesia-neerlandesa Laura Gemser desde 1976 hasta su muerte en Roma en 1991, a los 59 años, de un infarto agudo de miocardio. Descansa en el cementerio de Molinella, su ciudad natal.

## Filmografía
- Amor non ho... però... però (1951)

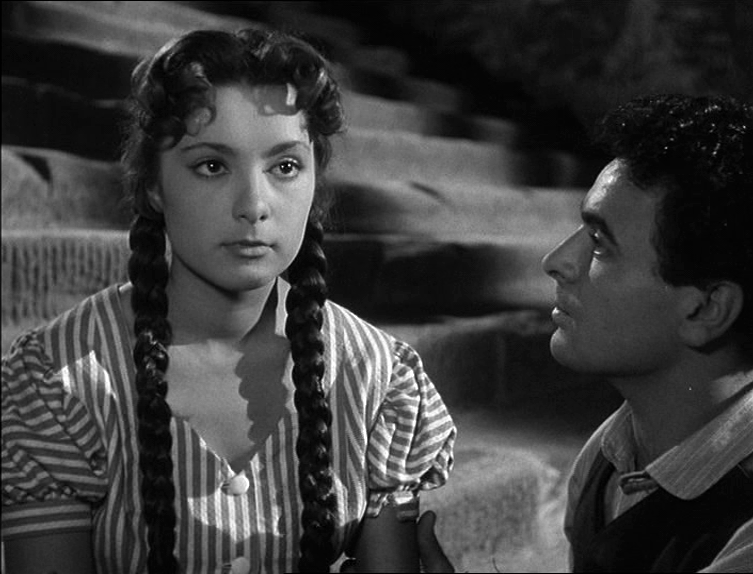
Tinti junto a Irene Cefaro en Crónica de los pobres amantes (1954).

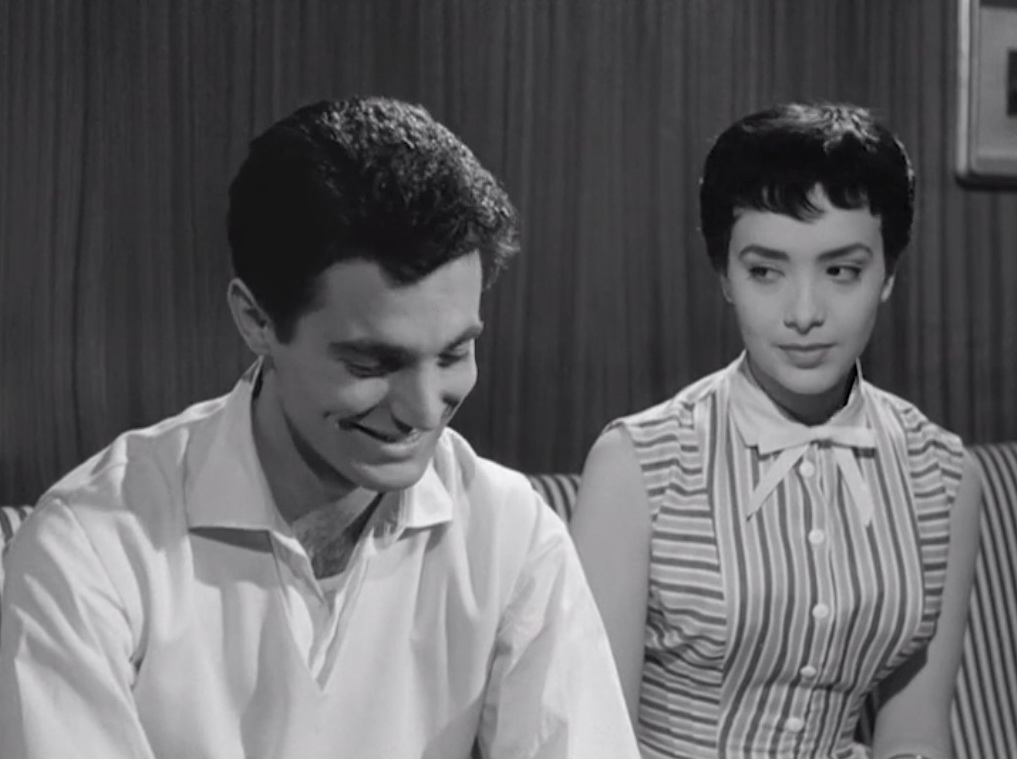
Tinti junto a Armenia Balducci en El amor llega en verano (1956).

- Altri tempi - Zibaldone n. 1 (1952)
- Il peccato di Anna (1953)
- Anni facili (1953)
- Crónica de los pobres amantes (1954)
- Giorni d'amore (1954)
- Chiens perdus sans collier (1955)
- Il coraggio (1955)
- Scapricciatiello (1955)
- La banda degli onesti (1956)
- El amor llega en verano (1956)
- Totò lascia o raddoppia? (1956)
- Malafemmena (1957)
- El Alamein (1957)
- Serenatella sciuè sciuè (1958)
- Sorrisi e canzoni (1958)
- Non sono più guaglione (1958)
- Vite perdute (1959)
- Agosto, donne mie non vi conosco (1959)
- Destinazione Sanremo (1959)
- Il terrore dei barbari (1959)
- David y Goliat (1960)
- Letto a tre piazze (1960)
- Esther and the King  (1960)
- Caccia al marito (1960)
- Madri pericolose (1960)
- Il principe fusto (1960)
- Antinea, l'amante della città sepolta (1961)
- La banda Casaroli (1962)
- Solo contro Roma (1962)
- Le sette spade del vendicatore (1962)
- Sodoma y Gomorra (1962)
- I sequestrati di Altona (1962)
- Il giorno più corto (1962)
- La conquista de la Atlántida (1962)
- Ulisse contro Ercole (1962)
- Finché dura la tempesta (1963)
- Le tardone (1964)
- El gendarme de Saint-Tropez (1964)
- Noite Vazia (1965)
- Sette uomini d'oro (1965)
- El vuelo del fénix (1966)
- Brigade antigangs (1966)
- L'homme de Mykonos (1966)
- Trappola per l'assassino (1966)
- Il grande colpo dei 7 uomini d'oro (1967)
- L'occhio selvaggio (1967)
- Il figlio di Django (1967)
- L'amore attraverso i secoli (1967)
- Ecce Homo - I sopravvissuti (1968)
- La matriarca (1968)
- The Legend of Lylah Clare (1968)
- Scacco alla regina (1969)
- Barbagia (La società del malessere) (1969)
- La morte risale a ieri sera (1970)
- Le Passager de la pluie (1970)
- Der Leone Have Sept Cabeças (1970)
- Qui? (1970)
- Cannon for Cordoba (1970)
- Il sorriso del ragno (1971)
- La Saignée (1971)
- Sapho ou La fureur d'aimer (1971)
- La Folie des grandeurs  (1971)
- Al tropico del cancro (1972)
- L'isola misteriosa e il Capitano Nemo (1972)
- Lisa e il diavolo (1972)
- Leva lo diavolo tuo dal... convento (1973)
- Le Complot (1973)
- La sensualità è... un attimo di vita (1974)
- L'ossessa (1974)
- 24 ore... non un minuto di più (1974)
- Seduzione coniugale (1974)
- I figli di nessuno (1974)
- Toda una vida  (1974)
- Peccato senza malizia (1975)
- Diabolicamente... Letizia (1975)
- Il colpaccio (1976)
- Velluto nero (1976)
- Ab morgen sind wir reich und ehrlich (1976)
- Emanuelle nera - Orient Reportage (1976)
- Emanuelle in America (1976)
- Eva nera (1976)
- La ragazza dalla pelle di corallo (1976)
- Il letto in piazza (1976)
- La via della prostituzione (1977)
- Suor Emanuelle (1977)
- Emanuelle e gli ultimi cannibali (1977)
- L'avvocato della mala (1977)
- La donna della calda terra (1978)
- Voglia di donna (1978)
- I guappi non si toccano (1979)
- El periscopio (1979)
- Eva nera (1980)
- Nessuno è perfetto (1981)
- Messo comunale praticamente spione (1981)
- La belva dalla calda pelle (1981)
- Caligola - La storia mai raccontata (1982)
- Violenza in un carcere femminile (1982)
- Blade Violent - I violenti (1982)
- Ritorno dall'inferno (1982)
- Endgame - Bronx lotta finale (1983)
- Mystère (1983)
- Il peccato di Lola (1984)
- Inferno in diretta (1985)
- Il piacere (1985)
- Senza vergogna (1986)
- Giuro che ti amo (1986)
- La monaca nel peccato (1986)
- Il mostro di Firenze (1986)
- Riflessi di luce (1988)
- Non aver paura della zia Marta (1988)
- La puritana (1989)
- Uccelli 2 - La paura (1990)
- Contamination .7 (1990)
- Il ladro di ragazzi  (1991)